# Якимов, Сергей Сергеевич
Серге́й Серге́евич Яки́мов (р. 14 декабря 1975, Киев) — украинский писатель-фантаст, пишущий на русском языке.
Закончил кинофакультет Киевского государственного института театрального искусства им. И. К. Карпенко-Карого.
В возрасте 15 лет начал публиковать свои первые произведения в научно-фантастических журналах.
В 1998 году в свет вышла первая книга С. Якимова «Герои Земли». В этом же году книга «Миссия чужака» была номинирована на премию «Лучший дебют».
В настоящее время подготовлен к изданию перевод на английский язык книги «Миссия чужака» (переводчик П. Скибинская).